# Manel Gausa de Mas
|  | No s'ha de confondre amb Manuel Gausa i Navarro. |

Manel Gausa de Mas (Vic, Osona, 22 de juny de 1933) és un fotògraf, actor i director de teatre català. Durant la seva vida ha compaginat la fotografia amb diverses activitats teatrals, ja que també ha fet d'escenògraf i promotor. Viu entre Barcelona i Taradell.
Després d'acabar els estudis d'interpretació a l'Institut del Teatre va treballar com a actor radiofònic a Ràdio Barcelona, compaginant la seva feina amb l'afició per la fotografia. Les primeres fotografies que va fer quan ja es va sentir segur amb la càmera van ser al Somorrostro, que són testimoni d'una realitat ja desapareguda. Finalment va decidir-se a treballar de fotògraf, primer en el món teatral i anys després en publicitat.

## Biografia i trajectòria professional
És fill de l'arquitecte Manuel Gausa i Raspall i de Maria Jesús de Mas i Bach. La família de la seva mare estava vinculada des de generacions amb la causa carlina. El seu avi, Teodor de Mas i Nadal, va ser un important dirigent tradicionalista de Vic. També és descendent de santa Joaquima de Vedruna i Vidal.
A causa d'una malaltia passatgera, als dotze anys va haver de guardar llit. Va ser aleshores quan, mentre escoltava els dramàtics de la ràdio, es va aficionar al teatre. Tot i que volia treballar a Ràdio Barcelona amb els actors, dobladors i músics, la passió teatral que sentia el va dur a estudiar a l'Institut del Teatre de Barcelona, estudis que finalitzà l'any 1954. Aficionat a la fotografia a resultes del seu pare, l'arquitecte Manel Gausa Raspall, va començar a fer fotografies de manera intuïtiva i autodidacta cercant noves possibilitats plàstiques i experimentant pel seu compte amb una càmera Rolleiflex que va comprar aleshores.

### Ràdio
Tot i que al teatre hi havia trobat la forma d'expressar la seva passió, a les imatges que capturava amb la càmera intentava aportar-hi la màxima composició plàstica possible. Durant uns anys compaginava la seva afició amb una feina a Ràdio Barcelona d'actor radiofònic, format part del "Cuadro Escénico" de representacions dramàtiques. A la ràdio van començar a demanar-li que fes fotografies, i alguns dels seus companys actors el van introduir en els teatres.

### Fotografia
Les primeres fotografies rellevants que va fer van ser a l'antic barri de barraques del Somorrostro (Barcelona), en una època en la qual anar-hi era considerat un fet subversiu i perillós. Les imatges, d'una qualitat ja extraordinària, van ser fetes en un sol dia de 1958, en plena època franquista. Animat per una companya de la ràdio que hi feia serveis socials, va anar-hi acompanyat per ella, fet que li va permetre parlar amb la gent i fer fotos amb comoditat. Va arribar-hi un diumenge de novembre a les cinc del matí i s'hi va quedar fins al migdia, fent retrats però també fotografies de roba estesa, fogueres, càntirs o cubells d'aigua. Dies més tard va tornar-hi amb alguns companys de l'Associació Fotogràfica de Barcelona, però la Guàrdia Civil els va veure i els va requisar les càmeres i destruir els rodets. Gausa afirma que només pretenia retratar la cotidianeïtat i els grupets d'una manera amable, i que la seva intenció no era fer foto-denúncia ni deixar testimoni; malgrat això, la realitat que va capturar amb la seva càmera va resultar ser un testimoni visual. Les 43 fotografies que va fer van romandre inèdites durant dècades, fins a la seva publicació l'any 2013.
Fascinat per la fotografia, va decidir dedicar-s'hi de ple. Mentre estava treballant a la ràdio havien començat a demanar-li que fes fotografies, i alguns dels seus companys actors el van introduir en els teatres. Va continuar fent fotografies de teatre durant una dècada amb la seva Rolleiflex 6x6, retratant personatges del món teatral de l'escena barcelonina. Més endavant, aquestes imatges serien recollides en el llibre Fotografies: retrats d'una dècada: 1956-1966 (2012), en què es barregen retrats d'actors i actrius aleshores consagrats amb els d'altres que aleshores començaven a despuntar, directors d'orquestra, bailaores o artistes plàstics. Durant uns anys va treballar també de foto fixa al cinema, però abandonaria aquesta etapa del món de l'espectacle per muntar un estudi propi i dedicar-se plenament a la fotografia publicitària. En aquesta darrera etapa, que va durar una dècada, va treballar per a tota mena d'agències i marques. Però, tot i gaudir d'estabilitat econòmica, se sentia massa esclavitzat i finalment va abandonar la fotografia.

### Teatre
Aleshores va tornar a fer teatre amb la companyia La Gàbia i el Centre Dramàtic d'Osona i va convertir l'església dels Trinitaris de Vic en un teatre, on hi va representar obres com La mort d'un viatjant, Calígula i Otel·lo. A finals de la dècada del 1980 li va arribar l'oportunitat de representar el personatge de Gassiot a La granja, una sèrie de TV3 que va gaudir de molta popularitat. El 1992, finalitzada la sèrie, va muntar ell mateix una carpa gegant per fer-hi el teatre que ell volia. També va muntar la companyia Arcs Estudi, amb la qual va representar un ventall d'obres tant catalanes com internacionals durant més de deu anys.

### Segle XXI
L'any 2012 va publicar el recull Fotografies: retrats d'una dècada: 1956-1966, i el Museu de les Arts Escèniques va adquirir el fons Manel Gausa, format per retrats i fotografies de l'escena teatral representada a Barcelona des de finals de la dècada del 1950 fins a finals de la del 1960. A principis de 2018 va fer a Vic l'exposició "Vic, l'experiència de la mirada, 1954-1985″, un recull d'imatges en blanc i negre que retraten la ciutat des de la dècada del 1950 fins a la del 1980. L'estiu d'aquell any Gausa va fer donació de divuit d'aquestes fotografies a la Universitat de Vic, per a que poguessin ser exposades de manera permanent a la Casa de Convalescència.
L'any 2019 va ser un dels fotògrafs seleccionats per a exposar a la setena edició del certamen fotogràfic FineArt Igualada, juntament amb Ignasi Marroyo, Iñaki Relanzón, Hanna Jarzabek, Ferran Freixa, Enric Mestres, Jordi Guillumet, Jordi Borràs o la fotògrafa invident Carme Ollé.

## Obra publicada[1]
- 2003: Taradell, un poble amb visió de futur, amb Xavier Baliellas. Un total de 33 imatges en blanc i negre i 47 imatges en color.
- 2012: Fotografies: retrats d'una dècada: 1956-1966. Fotografies realitzades a gent de l'art i del teatre: escenes teatrals i personatges.
- 2013: Somorrostro: crònica visual d'un barri oblidat. Fotografies fetes el 1958. Acompanyen les imatges un escrit personal de l'autor i un resum de la història del barri a càrrec de la historiadora Mercè Tatjer[8]
- 2017: El meu pare l'arquitecte: reconstrucció de la Catedral de Vic. Memòria escrita per Manel Gausa a la Revista de Vic dedicada al seu pare.

## Exposicions
- 2018: "Vic, l'experiència de la mirada, 1954-1985″. Al temple romà de Vic.[11][10]
- 2018: "Taradell vist per Manel Gausa". A la Biblioteca Antoni Pladevall i Font de Taradell.[13]
- 2019: "Imatges d'una època". Al FineArt Igualada.[4][12]

## Filmografia
Com a actor, ha treballat en les pel·lícules Un submarí a les estovalles (Ignasi P. Ferré, 1991) i La febre d'or (Gonzalo Herralde, 1993), i en la sèrie de televisió de TV3 La granja (1989-1992) en el paper de Gassiot. En teatre, ha actuat les obres Mar i cel (1965) i Laura a la ciutat dels sants (1984).
També va treballar de foto fixa en una quinzena de pel·lícules, com Un vaso de whisky (Juli Coll, 1959), Miss Cuplé (Pere Lazaga, 1959), ¿Dónde vas, triste de ti? (Alfons Balcázar i Guillermo Cases, 1960), Cena de matrimonios (Alfons Balcázar, 1962), La cuarta ventana (Juli Coll, 1963), La gran coartada (José Luis Madrid, 1963), El espontáneo (Jordi Grau, 1964) o La boda era a las doce (Juli Salvador, 1964).